# Orde van Verdienste voor de Volksgezondheid

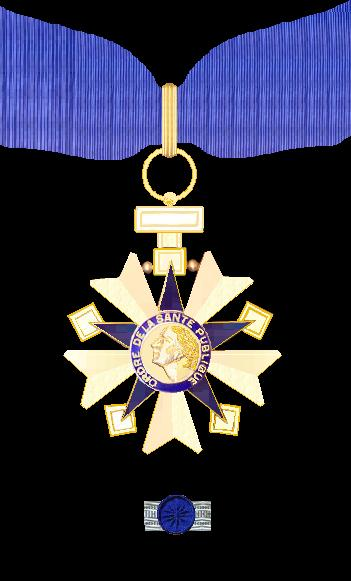
Het kleinood van een commandeur en het draagteken, een rozet op een stukje zilvergalon, voor op de revers.

De Orde van Verdienste voor de Volksgezondheid (Frans: "Ordre de la Santé Publique") was een van de zestien Franse ministeriële orden en werd in met 15 andere Franse Orden op 1 januari 1963 vervangen door de Nationale Orde van Verdienste.
De op 18 februari 1938 ingestelde Orde werd verleend voor verdienste voor de gezondheidszorg, toewijding aan de zorg voor behoeftigen en zorg voor minderjarigen.
Deze orde werd bestuurd door een "Raad van de Orde", voorgezeten door de minister voor Volksgezondheid. De commandeurs waren ambtshalve lid van deze raad die verder vooral uit (hoofd)inspecteurs van de gezondheidszorg en jeugdzorg en hoge ambtenaren bestond. De raad benoemde tweemaal per jaar 403 ridders, 85 officieren en 20 commandeurs. De officieren en commandeurs in de Orde van het Legioen van Eer werden in diezelfde rang ook in deze orde benoemd.
De orde verving bij de oprichting deze medailles:
- De Eremedaille voor publiek dienstbetoon (Frans: "la Médaille d'honneur de l’Assistance Publique") ingesteld op 26 maart 1891.
- De Eremedaille voor de Publieke Hygiëne (Frans: "la Médaille d'honneur de l’Hygiène Publique") ingesteld op 1 december 1912.

## De drie rangen van de orde
- Commandeur - De commandeur draagt een groot uitgevoerd gouden kleinood van de orde aan een lint om de hals. Als verhoging dient een gouden blokje.
- Officier - De officier draagt een gouden kleinood aan een lint met een rozet op de linkerborst. De twee lagere rangen hebben een kleinere verhoging.
- Ridder - De ridder draagt een kleinood aan een lint op de linkerborst.Bij de ridder is het kleinood van zilver.

De ridders moesten ten minste 30 jaar oud zijn en 5 jaar actief zijn geweest in de gezondheidszorg. Na 8 jaar konden zij worden bevorderd tot officier en na nogmaals 5 jaar konden zij commandeur worden.
Uitzonderingen op deze regel waren mogelijk.

## De versierselen van de orde
Het kleinood van de orde was een vijfpuntige blauw geëmailleerde ster op een vijfarmig gouden kruis waarop een medaillon met het hoofd van Marianne en daaromheen de woorden" POUR LA SANTÉ PUBLIQUE" en op de achterzijde tegen de achtergrond van een opgaande zon in het medaillon "JEUE * SANTÉ" stond geschreven. Het lint was blauw.
De seculiere Franse Republiek kende geen ridderorden die de traditionele vorm van een kruis hebben. Daarom werd bij de vormgeving van deze decoratie voor een kleinood in de vorm van kruis met vijf armen gekozen.
Zie ook: lijst van historische orden van Frankrijk.